# 1+1 (фильм)
«1+1» (фр. Intouchables — «Неприкасаемые») — французская комедийная драма 2011 года, основанная на реальных событиях: об успешном аристократе Филиппе, который в результате несчастного случая оказывается в инвалидном кресле и берёт себе в качестве помощника чернокожего мелкого правонарушителя — Дрисса. Главные роли исполняют Франсуа Клюзе и Омар Си, удостоенный за эту актёрскую работу национальной премии «Сезар». Премьера во Франции прошла 2 ноября 2011 года. В России фильм вышел в прокат 26 апреля 2012 под названием «1+1».
В сентябре 2012 года Франция отправила «Неприкасаемые» бороться за статуэтку «Оскара» в номинации «Лучший фильм на иностранном языке», но лента так и не вошла в шорт-лист. Несмотря на это, картина была удостоена номинаций на премии «Золотой глобус» и BAFTA в этой же категории.
Фильм получил признание не только во Франции, но и за её пределами, став одной из самых успешных французских лент за всю историю. Картина собрала более 426 миллионов долларов в мировом прокате, что сделало её вторым самым кассовым французским фильмом после «Такси 2». Помимо коммерческого успеха, фильм получил высокие оценки критиков за трогательную историю дружбы, актёрскую игру и юмор, который органично сочетается с глубокими драматическими моментами.
Особое внимание было уделено музыкальному сопровождению: саундтрек, включающий композиции Людовико Эйнауди, добавил фильму эмоциональной глубины и стал популярным среди зрителей.

## Сюжет
Парализованный богатый аристократ Филипп, ставший инвалидом после того, как разбился на параплане, ищет себе помощника, который должен за ним ухаживать. Одного из кандидатов, чернокожего Дрисса, работа не интересует — ему нужен формальный письменный отказ, чтобы продолжать получать пособие по безработице. Но неожиданно именно его Филипп берёт на работу. Выходцу из Сенегала с криминальными наклонностями, любителю марихуаны, женщин и ритмичной музыки совершенно неизвестны хорошие манеры — он груб, бестактен и чужд всяких условностей. Но именно его естественность и непосредственность привлекли Филиппа. Страдая от заключения внутри собственного тела, жалости окружающих и внутреннего одиночества, Филипп хочет чего-то нового. В роскошный и чопорный дворец Филиппа Дрисс приносит частичку хаоса, а в жизнь Филиппа — дух приключений, спонтанности и лёгкости отношения к любым проблемам. Несмотря на сложную жизнь, Дрисс оказывается хорошим человеком. Между ним и Филиппом завязывается крепкая дружба.
Однажды Дрисс узнаёт об Элеоноре, подруге Филиппа по переписке, которая не знает, что он парализован. В результате Дрисс уговаривает Филиппа позвонить Элеоноре. Та просит Филиппа прислать его фото. Дрисс находит в альбоме два фото Филиппа: на одном видно инвалидное кресло, на другом нет. Дрисс и Филипп сначала решают отправить первое фото, но потом Филипп пугается и просит домоуправляющую Ивонну поменять фотографии. Филипп отправляется на свидание в ресторан, но в последний момент передумывает и просит Ивонну срочно увезти его, разминувшись в дверях с не узнавшей его Элеонорой.
Через некоторое время по семейным обстоятельствам Дрисс вынужден покинуть Филиппа, но тот уже не может без него обходиться. Его не устраивают французские помощники с хорошими манерами и безупречными рекомендациями. Жизнь начинает казаться ему пустой, но в этот момент Дрисс возвращается. Он увозит Филиппа на берег моря, и к аристократу вновь приходит радость жизни. Дрисс приводит Филиппа в кафе, где сообщает, что обедать с ним не будет: компанию Филиппу составит Элеонора.
В финале ленты сообщается о дальнейшей судьбе реальных прототипов главных героев фильма. Филипп Поццо Ди Борго переехал в Марокко, снова женился и обзавёлся двумя дочерьми. Абдель Селлу (Дрисс) открыл собственный бизнес, тоже женился и имеет троих детей. И по сей день они с Филиппом остаются близкими друзьями.

## В ролях

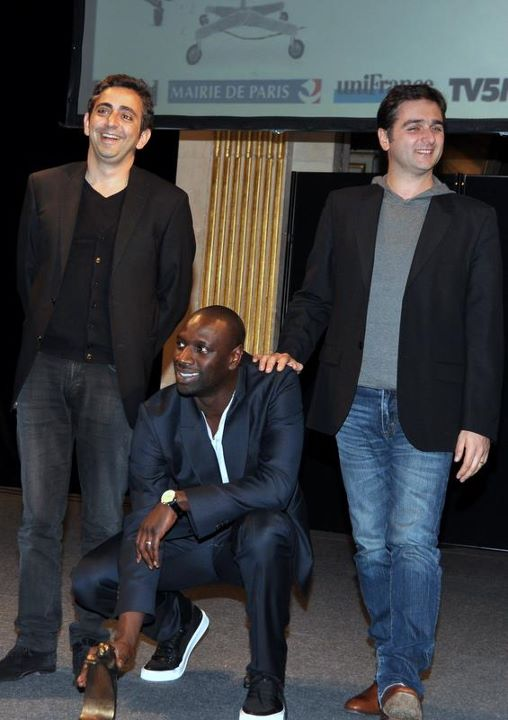
Эрик Толедано, Омар Си и Оливье Накаш на кинопремии «Люмьер» 2012 года

| Актёр               | Роль                                                   |
| ------------------- | ------------------------------------------------------ |
| Франсуа Клюзе       | Филипп (прототип — Филипп Поццо Ди Борго)              |
| Омар Си             | Бакари «Дрисс» Бассари (прототип — Абдель Ясмин Селлу) |
| Анн Ле Ни           | Ивонна                                                 |
| Одри Флёро          | Магали                                                 |
| Клотильда Молле     | Марсель                                                |
| Альба Гайя Беллуджи | Элиза                                                  |
| Сирил Менди         | Адама Бассари                                          |
| Кристиан Амери      | Альбер                                                 |
| Тома Соливерес      | Бастьен                                                |

## Саундтрек
В фильме, среди прочих, использованы композиции «Boogie Wonderland» и «September» группы Earth, Wind & Fire, а также «The Ghetto» в исполнении Джорджа Бенсона.
1. Людовико Эйнауди — «Fly»
2. Earth, Wind & Fire — «September»
3. Омар Си, Франсуа Клюзе, Одри Флеро — «Des References…»
4. Людовико Эйнауди — «Writing Poems»
5. Джордж Бенсон — «The Ghetto»
6. Омар Си, Франсуа Клюзе, Одри Флеро — «L’Arbre Qui Chante»
7. Терри Калье — «You’re Goin' Miss Your Candyman»
8. Омар Си, Франсуа Клюзе, Одри Флеро — «Blind Test»
9. Earth, Wind & Fire — «Boogie Wonderland (Feat The Emotions)»
10. Людовико Эйнауди — «L’Origine Nascosta»
11. Нина Симон — «Feeling Good»
12. Людовико Эйнауди — «Cache-Cache»
13. Angelicum De Milan — «Vivaldi: Concerto Pour Violons & Orchestre»
14. Людовико Эйнауди — «Una Mattina»
15. Vib Gyor — «Red Light»

## Реакция критиков
Агрегатор рецензий Rotten Tomatoes присудил фильму 76 % «свежести» со средней оценкой 6,8/10 от критиков. Критический консенсус сайта гласит: «Фильм обращается со своей потенциально щекотливой темой в лайковых перчатках, но „Неприкасаемые“ справляются благодаря сильному актёрскому составу и удивительно деликатной режиссуре». На Metacritic фильм заполучил смешанные отзывы — средневзвешенная оценка составила 57 из 100 на основании 31 рецензии. Аудитория, опрошенная CinemaScore, поставила фильму среднюю оценку «А» по шкале от A+ до F.
Тем не менее, по данным русскоязычного интернет-портала «Кинопоиск», картина стала рекордсменом по количеству оценок среди зарегистрированных пользователей: по состоянию на март 2023 года, их число превысило 1,5 миллиона. А режиссеры фильма получили три тысячи писем с благодарностью от людей с ограниченными возможностями.

## Награды и номинации
| Награды и номинации                 | Награды и номинации                                     | Награды и номинации         | Награды и номинации           | Награды и номинации |
| Награда                             | Категория                                               | Номинант                    | Результат                     |                     |
| ----------------------------------- | ------------------------------------------------------- | --------------------------- | ----------------------------- | ------------------- |
| Кинофестиваль в Токио               | «Лучший актёр»                                          | Омар Си, Франсуа Клюзе      | Победа                        |                     |
| Кинофестиваль в Токио               | Гран-при жюри                                           |                             | Победа                        |                     |
| «Золотая звезда»                    | «Новичок года»                                          | Омар Си                     | Победа                        |                     |
| «Сезар»                             | «Лучший фильм»                                          |                             | Номинация                     |                     |
| «Сезар»                             | «Лучший режиссёр»                                       | Эрик Толедано, Оливье Накаш | Номинация                     |                     |
| «Сезар»                             | «Лучший актёр»                                          | Омар Си                     | Победа                        |                     |
| «Сезар»                             | «Лучший актёр»                                          | Франсуа Клюзе               | Номинация                     |                     |
| «Сезар»                             | «Лучшая актриса второго плана»                          | Анн Ле Ни                   | Номинация                     |                     |
| «Сезар»                             | «Лучший оригинальный сценарий»                          | Эрик Толедано, Оливье Накаш | Номинация                     |                     |
| «Сезар»                             | «Лучшая операторская работа»                            | Матьё Вадепье               | Номинация                     |                     |
| «Сезар»                             | «Лучший монтаж»                                         | Дориан Ригаль-Ансу          | Номинация                     |                     |
| «Сезар»                             | «Лучший звук»                                           |                             | Номинация                     |                     |
| «Давид ди Донателло»                | «Лучший европейский фильм»                              |                             | Победа                        |                     |
| Премия Европейской киноакадемии     | «Лучший европейский фильм»                              |                             | Номинация                     |                     |
| Премия Европейской киноакадемии     | «Лучший фильм по мнению зрителей»                       |                             | Номинация                     |                     |
| Премия Европейской киноакадемии     | «Лучшая мужская роль»                                   | Омар Си, Франсуа Клюзе      | Номинация                     |                     |
| Премия Европейской киноакадемии     | «Лучший сценарий»                                       | Эрик Толедано, Оливье Накаш | Номинация                     |                     |
| Национальный совет кинокритиков США | Включение в список пяти лучших иностранных фильмов года |                             | Победа                        |                     |
| «Спутник»                           | «Лучший международный фильм»                            |                             | Победа (совместно с «Пьетой») |                     |
| «Спутник»                           | «Лучшая мужская роль»                                   | Омар Си                     | Номинация                     |                     |
| «Спутник»                           | «Лучший оригинальный сценарий»                          | Эрик Толедано, Оливье Накаш | Номинация                     |                     |
| Ассоциация кинокритиков Вашингтона  | «Лучший фильм на иностранном языке»                     |                             | Номинация                     |                     |
| Общество кинокритиков Сан-Диего     | «Лучший фильм на иностранном языке»                     |                             | Номинация                     |                     |
| «Выбор критиков»                    | «Лучший фильм на иностранном языке»                     |                             | Номинация                     |                     |
| Золотой глобус                      | «Лучший фильм на иностранном языке»                     |                             | Номинация                     |                     |
| Ассоциация кинокритиков Вашингтона  | «Лучший фильм на иностранном языке»                     |                             | Номинация                     |                     |
| Общество кинокритиков Сент-Луиса    | «Лучший фильм на иностранном языке»                     |                             | Победа                        |                     |
| BAFTA                               | «Лучший фильм на иностранном языке»                     |                             | Номинация                     |                     |

## Коммерческий успех
«1+1» стал самым популярным фильмом во Франции в 2011 году. До марта 2012 года во Франции более 19 миллионов человек посмотрели этот фильм. 10 недель подряд во Франции фильм занимал первое место в рейтинге. Фильм принёс прибыль 166 миллионов долларов во Франции и 444,7 миллиона долларов во всём мире до 12 мая 2013 года.
По статистике 20 марта 2012 года, «1+1» стал самым прибыльным фильмом, заработавшим 281 миллион долларов на иностранном языке, кроме английского, во всём мире. Он побил предыдущие рекорды фильмов, как «Унесённые призраками» (прибыль 274,9 млн долларов) и «Пятый элемент» (прибыль 263,9 млн долларов). В Северной Америке «1+1» стал самым прибыльным среди зарубежных фильмов в 2012 году, обойдя «Развод Надера и Симин». Более 30 миллионов билетов было распродано за пределами Франции. Это самый успешный французский фильм, снятый на французском языке с 1994 года.

## Ремейки
25 марта 2016 года состоялась премьера индийского кинофильма на телугу и тамильском языках «Oopiri». С телугу название переводится как «Дыхание». В штатах, где тамильский язык является основным, фильм выходил под названием «Thozha», что переводится как «Друг».
11 августа 2016 года прошла мировая премьера аргентинского ремейка «Неразделимые», срежиссированного Маркосом Карневале. Премьера фильма в российских кинотеатрах прошла 10 августа 2017 года. В локализации фильм получил название «1+1. Нарушая правила».
В Голливуде сняли ремейк под названием «1+1: Голливудская история», главные роли исполнили Брайан Крэнстон, Кевин Харт и Николь Кидман. Съёмками ремейка занималась киностудия The Weinstein Company, а премьера ленты в США состоялась 11 января 2019 года. Ранее релиз был запланирован на 8 марта 2018 года, но был отложен из-за скандала с Харви Вайнштейном.